# Yūbetsu, Hokkaidō
Yūbetsu (湧別町 Yūbetsu-chō) là thị trấn thuộc huyện Monbetsu, phó tỉnh Okhotsk, Hokkaidō, Nhật Bản. Tính đến ngày 1 tháng 10 năm 2020, dân số ước tính thị trấn là 8.270 người và mật độ dân số là 16 người/km2. Tổng diện tích thị trấn là 505,74 km2.